# 1274
سنة 1274 كانت سنة بسيطة تبدأ يوم الإثنين (الرابط يظهر نموذج التقويم الكامل للسنة) من التقويم اليولياني.

## أحداث
- تأسيس مدينة فياريال على يد خايمي الأول ملك أراغون وتقع حاليا في إسبانيا.

## مواليد
- روبرت الأول ملك اسكتلندا
- كاثرين الأولى، إمبراطورة اللاتينية إمبراطورة القسطنطينية

## وفيات
- توما الأكويني
- نصير الدين الطوسي